# Nadejda Mandelstam
Pour les articles homonymes, voir Mandelstam.
Nadejda Iakovlevna Mandelstam (en russe : Надежда Яковлевна Мандельштам), née Khazina (Хазина), est une écrivaine russe du XXe siècle née à Saratov le 31 octobre 1899 et morte à Moscou le 29 décembre 1980.

## Biographie
Née dans une famille juive de la classe moyenne, Nadejda Mandelstam passe ses premières années à Kiev. À sa sortie du gymnasium, elle étudie les arts.
Elle épouse en 1921 le poète Ossip Mandelstam. Ils vivent en Ukraine, à Petrograd, à Moscou et en Géorgie. En 1930, elle voyage en Arménie avec son mari. Ils se lient d'amitié avec l'entomologiste Boris Kouzine. Ossip est arrêté en 1934 pour son Épigramme contre Staline et est exilé avec son épouse à Tcherdyne, dans la région de Perm, puis à Voronej.
Après la deuxième arrestation et la mort de son mari dans le camp de transit de Vtoraïa Rechka (près de Vladivostok) en 1938, Nadejda Mandelstam mène un mode de vie quasi-nomade, fuyant parfois à une journée près le NKVD, changeant de résidence à tous vents et vivant d'emplois temporaires.
Elle s'est fixé comme mission la conservation de l'héritage poétique de son mari. Elle a appris par cœur la majeure partie de son œuvre clandestine, parce qu'elle ne faisait pas confiance au papier.
Après la mort de Staline, elle achève son doctorat en 1956 et est autorisée à revenir à Moscou en 1958.
En 1979, elle fait don de toutes ses archives à l'Université de Princeton.
Nadejda Mandelstam meurt à Moscou le 29 décembre 1980 à l'âge de 81 ans. Elle est enterrée au nouveau cimetière de Kountsevo.

## Œuvres
Les œuvres majeures de Nadejda Mandelstam sont ses mémoires, parus initialement en anglais sous les titres de Hope Against Hope (Espoir contre espoir) et Hope Abandoned (Espoir abandonné) (ces titres contiennent un jeu de mots sur le russe, « espoir » se disant « nadejda » (russe : надежда) en russe, alors que le titre original est simplement en russe : Воспоминания « Souvenirs »). Ils ont été publiés en français sous le titre Contre tout espoir.
L'auteur y fait une analyse épique de sa vie et critique la dégradation morale et culturelle de l'Union soviétique à partir des années 1920. 
- Contre tout espoir. Souvenirs , trad. du russe par Maya Minoustchine. 150 x 220 mm, Paris, Gallimard, coll. « Témoins » en trois volumes :
  - Tome I, préface de Michel Aucouturier, 456 pages, 1972.  (ISBN 2-07-028146-9).
  - Tome II, 320 pages, 1974.  (ISBN 2-07-028926-5).
  - Tome III, 336 pages, 1975.  (ISBN 2-07-029192-8) .
- Autre édition en trois volumes : Contre tout espoir. Souvenirs, Paris, Gallimard, coll. « Tel », 2012-2013, trad. du russe par Maya Minoustchine, préface de Joseph Brodsky.  (ISBN 9-782070137022).

- En 1966, après la mort d'Anna Akhmatova, Nadejda Mandelstam écrit un livre de souvenirs intitulé Sur Anna Akhmatova [2].